# MLT-3-Code
MLT-3 (Multilevel Transmission Encoding – 3 levels) ist ein in der Nachrichtentechnik verwendeter Leitungscode mit drei Spannungspegeln, welche mit den Symbolen (+, 0, −) bezeichnet werden. Durch seine drei Stufen zählt die gebildete Signalform zu den ternären Signalen.

## Allgemeines

Beispiel einer in MLT-3 codierten Datenfolge. Der Takt (Clock) markiert die Übergangszeitpunkte.

MLT-3 ändert bei einer logischen Eins im Datenstrom den Signalpegel nach der fixen Folge [0,+,0,−]. Bei der Übertragung einer logischen Null ändert sich der momentane Zustand der Leitung nicht. Damit weist MLT-3 wie Non Return to Zero (NRZ) einen Informationsgehalt von einem Bit pro Symbol auf, allerdings wird die Bandbreite auf 1/2 gegenüber NRZ reduziert. Durch die MLT-3-Leitungscodierung wird insbesondere die Bandbreite verringert im Vergleich zu einer direkteren Übertragung des Leitungscodes.
Die Bandbreitenreduktion ergibt sich durch die fixe Folge [0,+,0,−] bei Durchlaufen bei der Übertragungen nur einer logisch Eins. Werden nur logisch Nullen übertragen, ändert sich auf der Leitung nichts, womit diese Zustände keinen Beitrag zur Bandbreite liefern. Damit ist eine Taktrückgewinnung nur mit MLT-3 nicht möglich und erfordert zusätzliche Maßnahmen wie eine Precodierung mit dem 4B5B-Code, oder statistische Verfahren wie das „Scrambling“ der Nutzdaten.

## Anwendung bei Fast Ethernet
Der Ethernet-Standard 100BASE-TX (100 Mbit/s auf Twisted-Pair-Kabeln) kodiert die zu übertragenen Nutzdaten zunächst mit Code-4B5B und dann mit MLT-3. Durch das Einfügen eines weiteren Bits erhöht sich die codierte Bitrate gegenüber der Nutzdatenbitrate um 1/4 auf 125 Mbit/s, dafür wird eine Taktrückgewinnung möglich und zusätzlich stehen durch den 4B5B-Code eindeutige „Sondersymbole“ zur Synchronisierung bzw. Signalisierung von Übertragungszuständen zur Verfügung:
Beispiel Ethernet 100BASE-TX  Leitungscodierung:
```
Datenstrom:     | 0 1 1 1 | 0 1 0 0 | 0 0 1 0 | 0 0 0 0 | 1 0 1 1 |
4er-Blöcke:     |  0111   |  0100   |  0010   |  0000   |  1011   |
4B5B-Code:      |  01111  |  01010  |  10100  |  11110  |  10111  |
MLT-3 Pegel:    |  0+0−0  |  0++00  |  −−000  |  +0−00  |  ++0−0  |
```

Anmerkung: Die Reihenfolge der Übertragung in 100BASE-TX ist nicht ganz einfach. Lt. IEEE 802.3 Abschnitt 3.3 wird das niederwertigste Bit jeweils zuerst übertragen, mit Ausnahme der Prüfsumme (vgl. IEEE 802.3 Abschnitt 3.3: "Each octet of the MAC frame, with the exception of the FCS, is transmitted least significant bit first."). Allerdings wird lt. IEEE 802.3 Abschnitt 24.2.2.4 das höchstwertigste Bit eines 5-Bit-Codewortes (4B5B-Code) zuerst übertragen. Im obigen Beispiel wird somit die Byte-Folge x47 x02 x?b (hexadezimale Darstellung) übertragen, falls es sich nicht um die Prüfsumme handelt. Die Zeile "Datenstrom" ist hingegen streng genommen nur für die Übertragung der Prüfsumme korrekt.
Auch eine Nullfolge erzeugt durch den Code-4B5B bedingt Pegelwechsel:
```
Datenstrom:     | 0 0 0 0 | 0 0 0 0 | 0 0 0 0 | 0 0 0 0 | 0 0 0 0 |
4er-Blöcke:     |  0000   |  0000   |  0000   |  0000   |  0000   |
4B5B-Code:      |  11110  |  11110  |  11110  |  11110  |  11110  |
MLT-3 Pegel:    |  +0−00  |  +0−00  |  +0−00  |  +0−00  |  +0−00  |
```

Bei der MLT-3-Pegelfolge können in Kombination mit Code-4B5B bei Fast Ethernet bestimmte Datenpakete zu nicht gleichspannungsfreien Übertragungsmustern führen. Durch den nicht gleichspannungstauglichen Übertragungskanal bei Ethernet über Impulstransformatoren kommt es bei diesen Datenpaketen, welche auch als „Killer Packets“ bezeichnet werden, zu Verschiebungen des Gleichspannungsniveaus (engl. baseline wander). Dies kann bei dem Empfänger zu einer deutlichen Steigerung der Bitfehlerrate und zu einem Verbindungsabbruch führen. Durch Ermittlung des störenden Gleichanteils am Sender kann bei der MLT-3-Kodierung der baseline wander kompensiert werden.